# Московський рахунковий рубль
Московський рахунковий рубль - відношення дєньги в рублі, що становили 200 монет.
Створення копійки-новгородки визначило десятковий лад московської лічильно-грошової системи, заклавши основу для побудови в майбутньому російської десяткової монетної системи.
Вагове відношення новгородки до московки визначило те, що з 1534 р. в московському рахунковому рублі стало 100 реальних монетних одиниць - новгородок, а в рахунковій гривні - 10.